# إيرل كوبر (لاعب كرة قدم أمريكية)
إيرل كوبر (بالإنجليزية: Earl Cooper)‏ هو لاعب كرة قدم أمريكية أمريكي، ولد في 17 سبتمبر 1957 في غيدينغز في الولايات المتحدة.

## وصلات خارجية
- إيرل كوبر على موقع مرجع كرة القدم المحترفة.كوم (الإنجليزية)